# 坎帕納峰

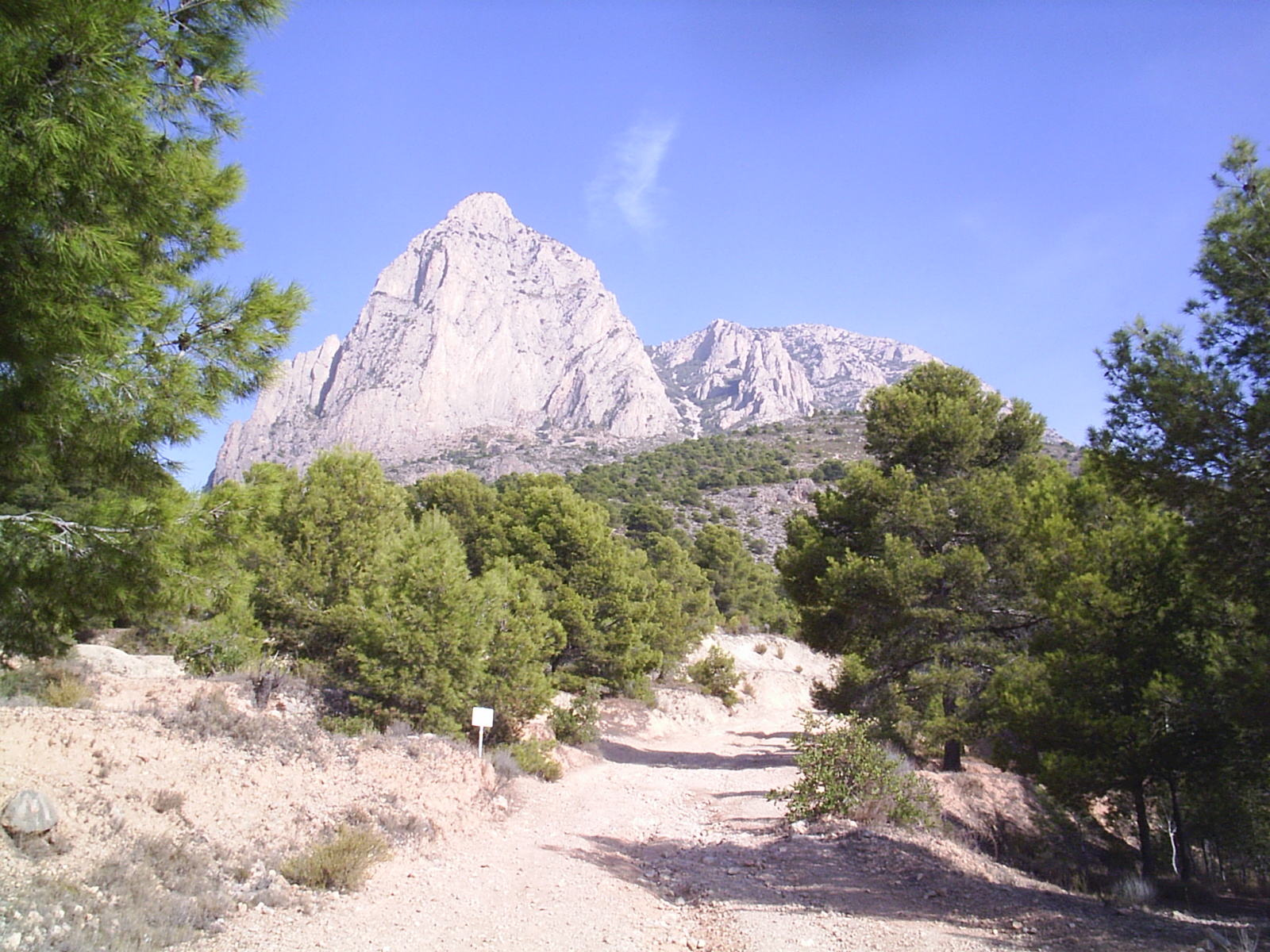

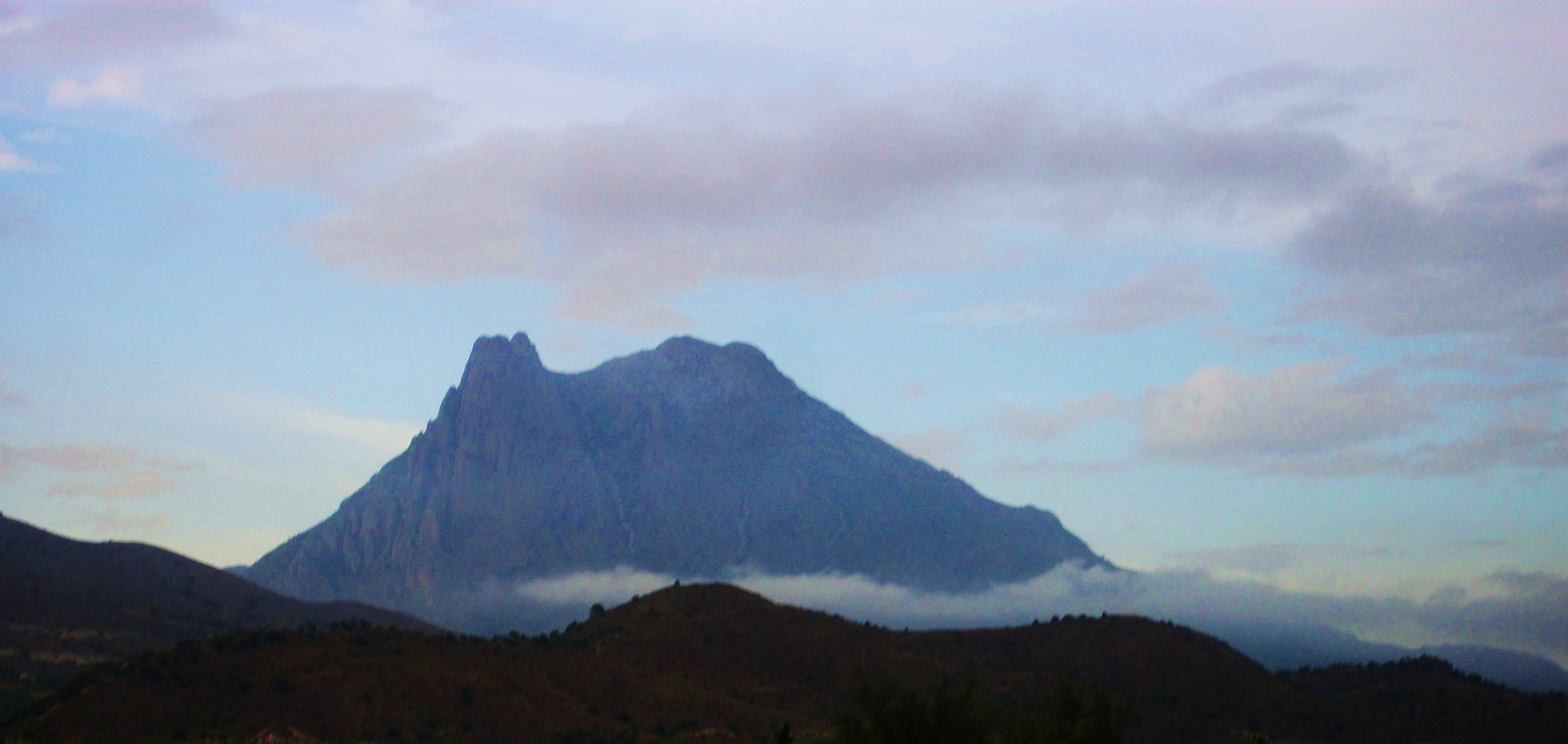

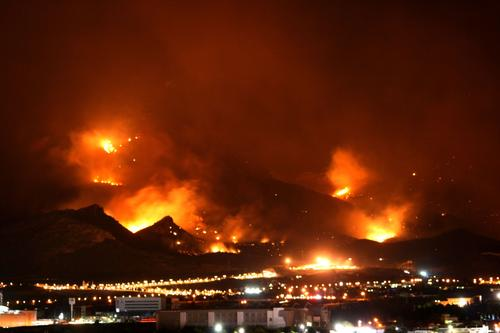

38°35′50″N 0°11′45″W / 38.59722°N 0.19583°W
坎帕納峰（西班牙語：Puig Campana），是西班牙的山峰，位於該國東南部阿利坎特省，距離地中海10公里，屬於薩貝蒂科山脈的一部分，海拔高度1,406米，是該省第二高峰。